# Ericeia sobria
Ericeia sobria är en fjärilsart som beskrevs av Walker 1857. Ericeia sobria ingår i släktet Ericeia och familjen nattflyn. Inga underarter finns listade i Catalogue of Life.